# Ropaltsé
Ropaltsé ou Ropalce (en macédonien Ропалце, en albanais Ropalca) est un village du nord de la Macédoine du Nord, situé dans la municipalité de Lipkovo. Le village comptait 1373 habitants en 2002. Il est majoritairement albanais.

## Démographie
Lors du recensement de 2002, le village comptait :
- Albanais : 1 355
- Serbes : 7
- Macédoniens : 1
- Autres : 10